# Witjas (Schiff, 1863)
Die Witjas (russisch Витязь) war eine Korvette der Kaiserlich Russischen Marine. Sie gehörte zu der vier Einheiten umfassenden Bogatyr-Klasse und wurde durch ihre mehrjährige Forschungsarbeit in Ostasien bekannt.

## Geschichte
Der Bau der Korvette, die neben einer Vollschifftakelung über einen Antrieb mittels Dampfmaschine verfügte, begann am 23. August 1861 im finnischen Björneborg. Der Schiffsrumpf wurde hauptsächlich aus Kiefern- und Eichenholz gebaut. Der Witjas getaufte Neubau lief als zweites Schiff seiner Klasse am 24. Juli 1862 vom Stapel. Die Indienststellung erfolgte im Laufe des Folgejahres.
Zu ihrem ersten längeren Einsatz kam die Witjas während des amerikanischen Bürgerkrieges. Sie gehörte einem russischen Geschwader an, das unter Konteradmiral Stepan Lesowski (1817–1884) mit diplomatischem Auftrag New York anlief. Die Rückreise führte zunächst ins Mittelmeer und von dort weiter nach Kronstadt.
Am 8. Oktober 1870 verließ die Witjas unter Kapitän II. Ranges Pawel Nasimow (1829–1902) den Hafen von Kronstadt zu ihrer ersten Weltreise. An Bord befand sich auch der russische Forscher Nikolai Miklucho-Maklai. Über Rio de Janeiro lief das Schiff im August 1871 durch die Magellanstraße in den Pazifik und weiter nach Westen bis nach Neuguinea. Auf der ganzen Fahrt wurden hydrologische und meereskundliche Untersuchungen vorgenommen. Miklucho-Maklai ging im September 1871 in der Astrolabe Bay an Land. Die Witjas setzte ihre Erkundungsfahrt in Ostasien fort und besuchte Japan und China. Im Dezember 1873 trat das Schiff die Heimreise an. Es lief dabei unter anderem Hongkong und Colombo an, fuhr durch den Sueskanal ins Mittelmeer und erreichte letztlich wieder Kronstadt.
Im Jahr 1874 kam die Witjas in die Werft und wurde einer Grundüberholung unterzogen. Anschließend diente sie einige Zeit in der Ostsee. Am 27. Juni 1882 wurde das Schiff nach dem kurz zuvor verstorbenen General Michail Skobelew in Skobelew umbenannt. Von 1883 bis 1885 befand sich die Korvette wieder auf einer Forschungsreise in Ostasien. Nach ihrer Rückkehr nach Kronstadt diente die Skobelew noch neun Jahre als Schulschiff. In dieser Zeit wurde sie bereits am 1. Februar 1892 als Kriegsschiff außer Dienst gestellt und nur noch zu Ausbildungszwecken verwendet. Sie wurde am 26. November 1894 entwaffnet und am 31. Januar 1895 von der Liste der kaiserlichen Schiffe gestrichen. Der Rumpf diente fortan als Hulk.